# 원더랜드 (2019년 영화)
《원더랜드》(Wonder Park)는 스페인에서 제작된 딜런 브라운 감독의 2019년 애니메이션, 모험, 코미디, 가족 영화이다. 브리아나 덴스키 등이 주연으로 출연하였고 조시 애펠바움 등이 제작에 참여하였다.
이 영화는 파라마운트 픽처스에 의해 2019년 3월 15일 미국에서 2D, 3D 포맷으로 개봉되었다.

## 출연

### 주연
- 브리아나 덴스키 : 준 역 (목소리)
- 밀라 쿠니스 : 그레타 역 (목소리)
- 제니퍼 가너 : 엄마 역 (목소리)
- 매슈 브로더릭 : 아빠 역 (목소리)
- 존 올리버 : 스티브 역 (목소리)
- 켄 정 : 쿠퍼 역 (목소리)
- 케넌 톰슨 : 거스 역 (목소리)
- 켄 허드슨 캠벨 : 부머 역 (목소리)
- 노버트 리오 버츠 : 피넛 역 (목소리)

### 국내
- 소연 : 준 역 (목소리)
- 장민혁 : 피넛 역 (목소리)
- 안장혁 : 부머 역 (목소리)
- 안소이 : 그레타 역 (목소리)
- 변영희 : 스티브 역 (목소리)
- 홍진욱 : 쿠퍼 역 (목소리)
- 정재헌 : 거스 역 (목소리)
- 최덕희 : 엄마 역 (목소리)
- 오인성 : 아빠 역 (목소리)

## 기타
- 공동제작: 앨리스 드웨이
- 공동제작: 벤 로젠블러
- 미술: 프레드 워터
- 배역: 마저리 심킨